# Aleksandrovsk-Sachalinski
Aleksandrovsk-Sachalinski (Russisch: Александровск-Сахалинский) is een stad op de westkust van het noordelijke deel van het Russische eiland Sachalin. Het vormt het bestuurlijk centrum van het gelijknamige gemeentelijke district Aleksandrovsk-Sachalinski van de oblast Sachalin. De stad ligt aan de Tatarensont en de voet van de westelijke rug van het West-Sachalingebergte in de stroomgebieden van de riviertjes Bolsjaja Aleksandrovka en Malaja Aleksandrovka, op 561 kilometer ten noorden van Joezjno-Sachalinsk.

## Geschiedenis
Tussen 1851 en 1855 leidde de Russische admiraal Gennadi Nevelskoj een expeditie naar Sachalin, waarbij een baai met de naam Aleksandr (naar tsaar Alexander II van Rusland) werd beschreven en ingetekend. Aan deze baai ontstond later de plaats.
De plaats werd voor het eerst genoemd in 1862, toen het Aleksandrovskaja sloboda werd genoemd. In 1869 werd er een boerderij opgericht, die later uitgroeide tot het dorp Aleksandrovka. In 1881 werd een militaire bestuurspost gebouwd bij de plaats, dat Aleksandrovski post werd genoemd en vanwaaruit katorga's, gevangenissen, verbanningsoorden (ссыльное поселение) en vanaf 1884 het hele eiland Sachalin (dat toen bestuurlijk werd afgescheiden van oblast Primorje) werden bestuurd tot aan de Russische Revolutie. In 1890 verbleef Anton Tsjechov een tijdlang in de plaats voor het verzamelen van materiaal voor zijn boek Het eiland Sachalin. Vanaf 1894 zetelde de militaire gouverneur van het eiland in de plaats en vanaf 1909, toen de Japanners het zuidelijke deel van het eiland in handen kregen, werd Aleksandrovka hert bestuurlijke centrum van het noordelijke deel van het eiland. In 1917 kreeg de plaats de status van stad.
In 1918 bezetten troepen van de witten generaal Aleksandr Koltsjak de stad tijdens de Russische Burgeroorlog, maar verlieten deze weer in 1920, waarop de Japanners de stad innamen en deze hernoemden tot Ako. Tegen het einde van de Russische Burgeroorlog trokken zij zich na een verdrag echter weer terug en namen de Russen haar weer in. Wel kregen de Japanners delfstoffenconcessies in het noorden van het eiland, die tot eind jaren 30 actief bleven, toen de Sovjet-Japanse relaties verslechterden als gevolg van de conflicten bij het Chasanmeer en Halhin Gol. Een jaar later werd de stad hernoemd naar Aleksandrovsk-Sachalinski. Tussen 1932 en 1947 vormde de stad het bestuurlijk centrum van de oblast Sachalin, waarna het een districtscentrum werd.

## Economie en transport
De stad heeft een haven (de oudste van Sachalin) aan de Tatarensont met een scheepswerf. De stad stond in de Sovjettijd bekend als het steenkoolcentrum van het eiland en er wordt nog steeds steenkool gewonnen in de Mgatsji-mijn in de buurt van de stad. Andere sectoren worden gevormd door de voedingsmiddelenindustrie (broodfabrek) en de bosbouw en visserij (visfabriek). In de regio rond de stad worden landbouwgewassen als aardappelen, sla en andere groenten geteeld en wordt melkveehouderij bedreven.
De stad is verbonden met andere plaatsen op Sachalin door autowegen. Op 60 kilometer van de stad bevindt zich het dichtstbijzijnde spoorstation bij Tymovskoje.

## Demografie
| 1897  | 1939   | 1959   | 1970   | 1979   | 1989   | 2002   |
| ----- | ------ | ------ | ------ | ------ | ------ | ------ |
| 1.300 | 24.900 | 22.200 | 20.300 | 19.100 | 19.166 | 12.826 |

## Cultuur
In de stad bevinden zich een streekmuseum over Tsjechov (opgericht in 1896 en het eerste museum van het eiland) en het historisch-literair museum Tsjechov en Sachalin in het huis waar hij verbleef. In het plantsoen voor het museum bevindt zich een gedenkmonument voor Tsjechov. Een belastingkantoor uit 1880 is uitgeroepen tot monument, alsook een vuurtoren uit 1864 op 3 kilometer van de stad. In de stad bevinden zich verder nog veel houten woongebouwen uit de tweede helft van de 19e eeuw.